# Weak Heart
〈Weak Heart〉는 스웨덴 가수 자라 라슨의 노래이다. 2015년 1월 12일, 텐 뮤직 그룹을 통해 라슨의 데뷔 앨범 《1》(2014)의 네 번째이자 마지막 싱글로 발매되었다. 이 싱글은 스웨덴에서 53위를 기록하며, 라슨의 곡 중 처음으로 톱 30에 진입하지 못한 곡이자 유일하게 어떤 인증도 받지 못한 싱글이 되었다. 앨범 리뷰에서 이 곡은 감동적이고 보다 감성적인 트랙으로 주목받았다.

## 차트 성과
〈Weak Heart〉는 스웨덴에서 53위로 데뷔해 4주간 차트에 머물렀다.

## 뮤직비디오
이 곡의 뮤직비디오는 데이비드 수타가 연출했으며, 2014년 12월 5일에 공개되었다. 뮤직비디오에서는 라슨이 말을 타는 장면이 담겨 있다.

## 곡 목록
| #  | 제목                                    | 재생 시간 |
| -- | --------------------------------------- | --------- |
| 1. | 〈Weak Heart〉                          | 3:00      |
| 2. | 〈Weak Heart〉 (Sam Crow & Mack Remix)  | 3:15      |
| 3. | 〈Weak Heart〉 (Don Palm Remix)         | 3:16      |
| 4. | 〈Weak Heart〉 (Do It Yourself Version) | 3:00      |

## 차트
| 차트 (2015)                 | 최고 순위 |
| --------------------------- | --------- |
| 스웨덴 (스베리예토프리스탄) | 53        |

## 발매 역사
| 지역 | 날짜            | 포맷                     | 레이블 |
| ---- | --------------- | ------------------------ | ------ |
| 다양 | 2015년 1월 12일 | 디지털 다운로드 스트리밍 | 텐     |